# Thomas Gholson
Thomas Gholson Jr. (* um 1780 in Brunswick, Brunswick County, Virginia; † 4. Juli 1816 ebenda) war ein US-amerikanischer Politiker. Zwischen 1808 und 1816 vertrat er den Bundesstaat Virginia im US-Repräsentantenhaus.

## Werdegang
Thomas Gholson war der Onkel des Kongressabgeordneten James Gholson (1798–1848) und ein Cousin zweiten Grades von Richard D. Gholson (1804–1862), der Gouverneur im Washington-Territorium war. Außerdem war er der Onkel und Schwiegervater von Thomas Saunders Gholson (1810–1868), der Abgeordneter im Konföderiertenkongress war. Er genoss eine gute Schulausbildung. Nach einem Jurastudium und Zulassung als Rechtsanwalt begann er in Brunswick in diesem Beruf zu arbeiten. Gleichzeitig schlug er als Mitglied der Demokratisch-Republikanischen Partei eine politische Laufbahn ein. Zwischen 1806 und 1809 saß er im Abgeordnetenhaus von Virginia.
Am 28. Juli 1806 heiratete Gholson Anne Yates. Yates war die Tochter von einem ehemaligen Milizsoldaten aus Virginia im Stab von General Washington. Sie war auch die Enkelin von William Yates, dem fünften Präsidenten des College of William & Mary (1761–1764) und dem Namensvetter von Yates Hall auf dem Campus des College.
Nach dem Tod des Abgeordneten John Claiborne wurde Gholson bei der fälligen Nachwahl für den 17. Sitz von Virginia als dessen Nachfolger in das US-Repräsentantenhaus in Washington, D.C. gewählt, wo er am 7. November 1808 sein neues Mandat antrat. Nach vier Wiederwahlen konnte er bis zu seinem Tod am 4. Juli 1816 im Kongress verbleiben. In diese Zeit fiel der Britisch-Amerikanische Krieg von 1812, an dem Gholson aktiv als Stabsoffizier teilnahm. Bei der Verteidigung der Bundeshauptstadt Washington wurde er verwundet. Er starb am 4. Juli 1816 an den Spätfolgen dieser Verwundung. Von 1811 bis 1813 leitete er das Committee on Claims.